# Eas Mòr
Eas Mòr (Goidelisch voor Grote Waterval) is een waterval op Isle of Skye in Schotland. De waterval ligt in de Huisgill Burn bij Talisker en is 90 meter hoog.